# Il pleut des cadavres
Pour plus de détails, voir Fiche technique et Distribution.
Il pleut des cadavres (titre original : More than Murder) est un téléfilm américain réalisé par Gary Nelson, diffusé en 1984. 
Il s'agit d'une libre aventure du détective privé Mike Hammer, un personnage imaginé par l'écrivain américain Mickey Spillane en 1947. Ce téléfilm est réalisé après Si tu me tues, je te tue (Murder Me, Murder You) et sert également de pilote à la série télévisée Mike Hammer (Mickey Spillane's Mike Hammer) diffusée en 1984 et 1985.

## Synopsis
Le détective privé Mike Hammer (Stacy Keach) vient en aide à son ami de la police le capitaine Pat Chambers (Don Stroud). Ce dernier est impliqué dans une douteuse affaire de trafic de drogue.

## Fiche technique
- Titre : Il pleut des cadavres
- Titre original : More than Murder
- Réalisation : Gary Nelson
- Assistant réalisateur : Ric Rondell et Marty Eli Schwartz
- Scénario : Bill Stratton et Stephen Downing d’après le personnage de Mike Hammer inventé par Mickey Spillane
- Direction artistique : Ross Bellah (en), Audrey A. Blasdel, David Horowitz et William L. Campbell (en)
- Costumes : Grady Hunt
- Photographie : James Crabe
- Montage : Michael F. Anderson
- Musique : Earle H. Hagen
- Production : Jay Bernstein (en), Jon C. Andersen, Lew Gallo (en)
- Société de production : Jay Bernstein Productions, Columbia Pictures Television
- Pays d'origine : États-Unis
- Langue : anglais
- Format : Technicolor - 35 mm - 1,37:1 - Son mono (Westrex Recording System)
- Genre : Néo-noir, film policier
- Durée : 1 h 40
- Sortie :  États-Unis : 28 janvier 1984

## Distribution
- Stacy Keach : Mike Hammer
- Lindsay Bloom (en) : Velda
- Don Stroud : Capitaine Pat Chambers
- Kent Williams (en) : Barrighton
- Sam Groom (en) : Tom Phillips
- Tim McIntire : Malcolm Dobbs
- Lynn-Holly Johnson : Sandy
- Richard Romanus : Bedrick Bordante
- Denny Miller (en) : Tallahassee Smith
- Lee Meredith : Marty
- Robyn Douglass (en) : Eve Warwick
- Danny Goldman (en) : Ozzie
- Gail Ramsey : Linda
- John Hancock : le juge
- Donna Denton : The Face
- Buddy Lester
- Bob Tzudiker
- Brad Sanders
- Kirk Cameron
- Jay Bernstein (en)

## Autour du film
- Le film a notamment été tourné à Culver City en Californie et à The Burbank Studios à Los Angeles.
- Stacy Keach a régulièrement tenu le rôle de Mike Hammer dans les années 1980. Il reprend ainsi ce personnage dans les téléfilms Si tu me tues, je te tue (Murder Me, Murder You) en 1983, Le Retour de Mike Hammer (The Return of Mickey Spillane's Mike Hammer) en 1986 et Le Carnet fatal (Mike Hammer: Murder Takes All) en 1989 ainsi que dans les séries télévisées Mike Hammer (Mickey Spillane's Mike Hammer) en 1984-1985 et Le Retour de Mike Hammer (The New Mike Hammer) en 1986-1987. Dans les années 1990, il incarne une dernière fois le détective dans la série Mike Hammer (Mike Hammer, Private Eye).